# Комплутенские анналы
Комплутенские анналы лат. Annales Complutenses — составленные на латинском языке не ранее сер. XII в. исторические заметки г. Алькала-де-Энарес (Комплутум). Охватывают период до 1126 г. Содержат сведения по истории Реконкисты в Испании. 

## Издания
- Annales Complutenses // España sagrada, Tomo 23. Madrid. 1767.

## Переводы на русский язык
- Комплутенские анналы в переводе М. В. Нечитайлова на сайте Восточной литературы

- Комплутенские анналы в переводе И. М. Дьяконова на сайте Восточной литературы